# Saint-Pierre-en-Faucigny
Saint-Pierre-en-Faucigny est une commune française est située dans le nord  du département de la Haute-Savoie, en région Auvergne-Rhône-Alpes.
Centre urbain située dans la province de Faucigny (d'où son nom), la commune comptait 7 848 habitants en 2022. Elle est née de la fusion en 1965 des communes de Passeirier, Saint-Maurice-de-Rumilly et de Saint-Pierre-de-Rumilly.

## Géographie

### Situation

#### Localisation
Saint-Pierre-en-Faucigny est situé entre Bonneville et La Roche-sur-Foron. Elle occupe le cône de déjection du Borne en confluence avec l'Arve.
Entre la Pointe d'Andey (1 877 m) au sud-est et l'Arve au nord, entre « Bourre » (ruisseau s'écoulant depuis « sur Cou » 1 809 m, vers Amancy) à l'ouest et le Borne à l'est sur 1 586 hectares.
Saint-Pierre est limitée par les communes de Bonneville, Le Petit-Bornand-les-Glières, Saint-Laurent, Amancy et Arenthon. La commune est composée d'une mosaïque de hameaux et lieux-dits dont chacun mériterait une description toponymique. On peut citer : Bornette, Toisinges, les Tattes, Prêlaz, Delairaz, Passeirier, la Serthaz, Blansin, la Perrière, Le Peteray, Saint-Maurice-de-Rumilly, les Contamines…

#### Géologie et relief
Saint-Pierre est située dans les Préalpes (massif calcaire provenant des dépôts sédimentaires de la mer urgonienne). Les reliefs actuels résultent du travail des glaciers du quaternaire.
La vallée de l'Arve doit son existence à un glacier géant qui du massif du mont Blanc rejoignait le glacier du Rhône au niveau du Léman. La moraine latérale créa une sédimentation importante qui donna naissance aux terrasses de Saint-Laurent et Saint-Sixt.
Le recul du glacier a laissé sur le plateau des Bornes, un dépôt de roches cristallines (granit, gneiss, protogine) ainsi que des blocs urgoniens provenant d'un éboulement de la Pointe d'Andey (1 877 m) survenu dans la cluse du Borne et dont les traces sont encore visibles à « Termine » (hameau de la commune de Le Petit-Bornand-les-Glières.
Le « Haut-Rumilly » (Saint-Pierre et Saint-Maurice) se trouvent sur le cône de déjection du glacier du Borne qui à la fin de la glaciation (Würm) va repousser l'Arve contre le Môle (1 863 m) et faire stagner l'eau  qui donna naissance aux marais de Bonneville.
Du Trias à la fin du Crétacé, le massif est immergé, les sédiments se déposent.La dernière poussée alpine provoque des plissements, des fractures et des chevauchements cette complexité se remarque dans la montagne « sur Cou » (1 809 m).

#### Hydrographie
À Saint-Pierre, l'eau est partout présente avec les torrents (nants), ruisseaux, bédières et en sous-sol avec une nappe phréatique de 20 km2. la commune fait partie du bassin versant de l'Arve qui donne son nom à la vallée.
Cette nappe d'eau souterraine prend naissance grâce au Borne dont l'eau s'infiltre dans le calcaire urgonien et par une géologie gravitaire. Le Borne et la pluie filtrée par le sol sont des composants neutres et la spécificité du calcaire assure la pureté de la nappe.
La consommation d'eau potable dépend peu de la nappe phréatique qui alimente surtout La Roche-sur-Foron et Bonneville (pompage de Passeirier). La montagne de Cou, la Pointe d'Andey et le plateau de Saint-Laurent fournissent les captages de Marny, Prélaz, Delairaz, Varlin et Arcine, l'eau qui alimente Passeirer vient du pompage de Blandet. Bourre et Restat (issu du plateau de Saint-Laurent), deux Nants de sur Cou fournissent l'essentiel de l'eau potable.
L'Arve longe la commune sur 2 km, il sépare Saint-Pierre de la commune de Bonneville.

#### Climat
La situation de Saint-Pierre-en-Faucigny est celle d'un climat montagnard, dans un pays tempéré, où les hivers sont froids et neigeux, et la saison estivale est douce avec parfois des épisodes orageux. Les intersaisons (avril et octobre) sont en moyenne un peu plus sèches, même si la pluviométrie peut être très élevée.

#### Flore

##### Forêt
La forêt occupe une partie importante de la commune de Saint-Pierre. En 1972 le conseil municipal, à la suite de la fusion des communes de 1965, décide la réunion des anciennes forêts afin d'en déterminer une meilleure gestion.
- Saint-Maurice-de-Rumilly : 34 ha 45
- Saint-Pierre-de-Rumilly : 75 ha 36
- Section de Delairaz : 19 ha 67
- Section de Prélaz : 23 ha 29

Soit : 152 ha 77.
Il convient d'ajouter 10 ha 70 des soumissions de 1967 afin de constituer une seule forêt dénommée Forêt communale de Saint-Pierre-en-Faucigny qui occupe donc : 163 ha 47 a, sans compter une parcelle privée, sise au Coudray de 15 ha.
Principalement cette forêt est située sur la rive gauche de l'Arve et du Borne, de la cote 570 m, sur le chemin de Dessy, (en limite de Bonneville), jusqu'à 1 200 m, au-dessus du hameau de Prélaz. Elle borde les communes de Bonneville, le Petit-Bornand-les-Glières et Saint-Laurent.
La forêt est composée de 60 % de feuillus et 40 % de résineux dont : épicéa 63 %, sapin 23 %, pin sylvestre 11 %, épicéa de Serbie (picea omorika) 2 %, pin noir 0,7 % et mélèze 0,3 %.
Suivant les étages, l'exposition ou la fertilité du sol on observe une végétation particulière : dans les stations sèches on découvre une végétation xérophile de type méditerranéen ; où le sol est plus profond et l'atmosphère moins chaude, on retrouve celle des Alpes du Nord.
- Végétation des stations sèches : chêne pubescent, érable à feuilles d'obier, le cytise des Alpes, l'amélanchier, raisin d'ours...
- Végétation des stations plus fraîches : hêtre, frêne, fruitiers, chêne sessile, viorne, noisetier, aubépine...

##### Fleurs
Les principales fleurs que l'on découvre en bordure de forêt ou en sous-bois sont : la Bruyère des neiges (Erica carnea — fleur rare et protégée), le muguet, le polygale faux-buis, le lys martagon, le cytise...

#### Faune
La taille de la forêt de Saint-Pierre lui permet d’accueillir la faune des communes environnantes notamment celle de Le Petit-Bornand-les-Glières. Chevreuils, chamois (vers 1 400 m), cerfs, sangliers, écureuils, renards, blaireaux peuplent, parfois selon la saison, cette forêt.

## Urbanisme

### Typologie
Au 1er janvier 2024, Saint-Pierre-en-Faucigny est catégorisée ceinture urbaine, selon la nouvelle grille communale de densité à sept niveaux définie par l'Insee en 2022.
Elle appartient à l'unité urbaine de Cluses, une agglomération intra-départementale regroupant 18  communes, dont elle est une commune de la banlieue,,. Par ailleurs la commune fait partie de l'aire d'attraction de Genève - Annemasse (partie française), dont elle est une commune de la couronne,. Cette aire, qui regroupe 158 communes, est catégorisée dans les aires de 700 000 habitants ou plus (hors Paris),.

### Occupation des sols
L'occupation des sols de la commune, telle qu'elle ressort de la base de données européenne d’occupation biophysique des sols Corine Land Cover (CLC), est marquée par l'importance des territoires agricoles (39 % en 2018), en diminution par rapport à 1990 (50,8 %). La répartition détaillée en 2018 est la suivante : 
zones urbanisées (27,9 %), forêts (25,7 %), zones agricoles hétérogènes (22,7 %), prairies (11,3 %), terres arables (5 %), zones industrielles ou commerciales et réseaux de communication (4,8 %), milieux à végétation arbustive et/ou herbacée (2,1 %), eaux continentales (0,6 %).
L'IGN met par ailleurs à disposition un outil en ligne permettant de comparer l’évolution dans le temps de l’occupation des sols de la commune (ou de territoires à des échelles différentes). Plusieurs époques sont accessibles sous forme de cartes ou photos aériennes : la carte de Cassini (XVIIIe siècle), la carte d'état-major (1820-1866) et la période actuelle (1950 à aujourd'hui).

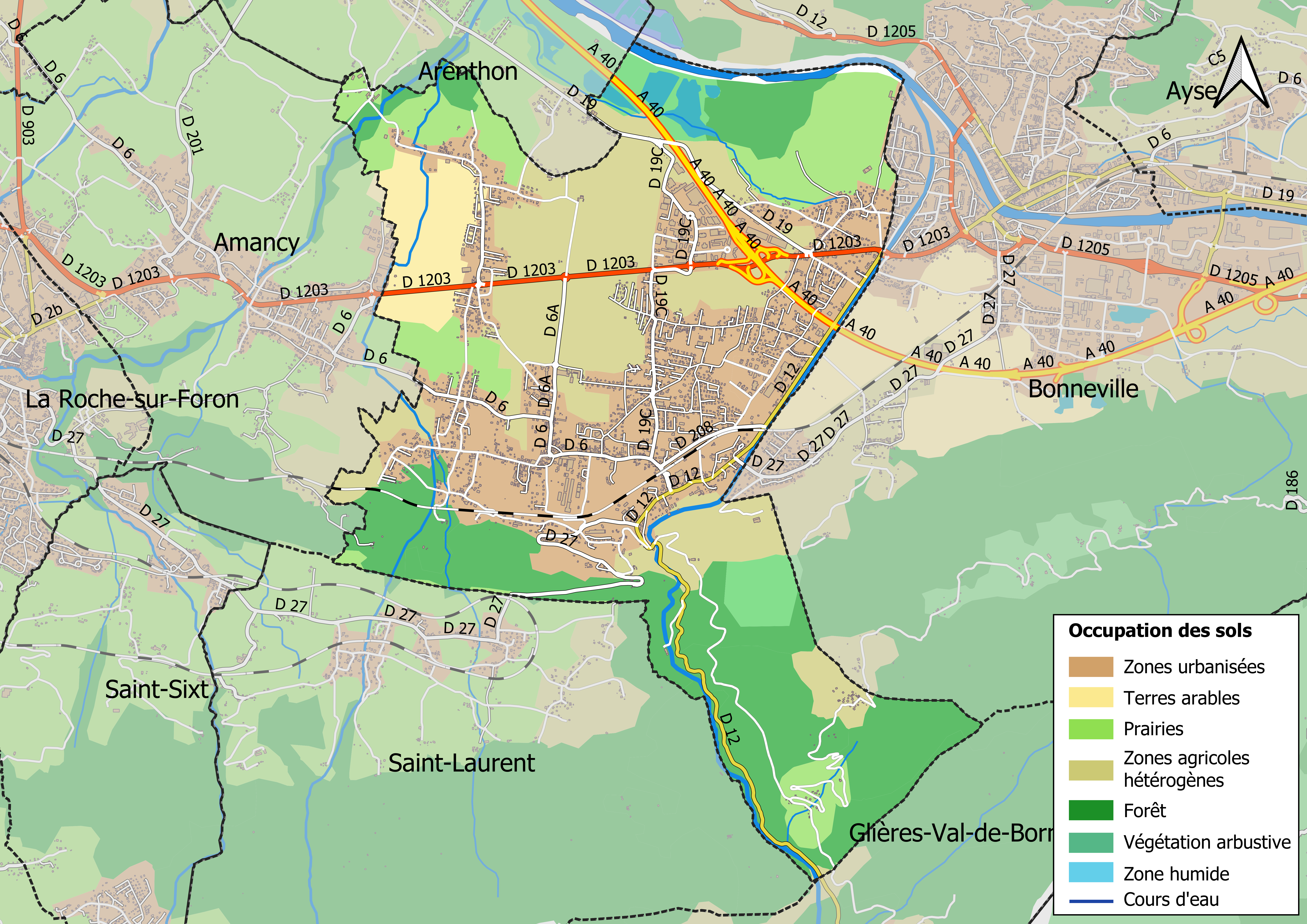
Carte des infrastructures et de l'occupation des sols en 2018 (CLC) de la commune.
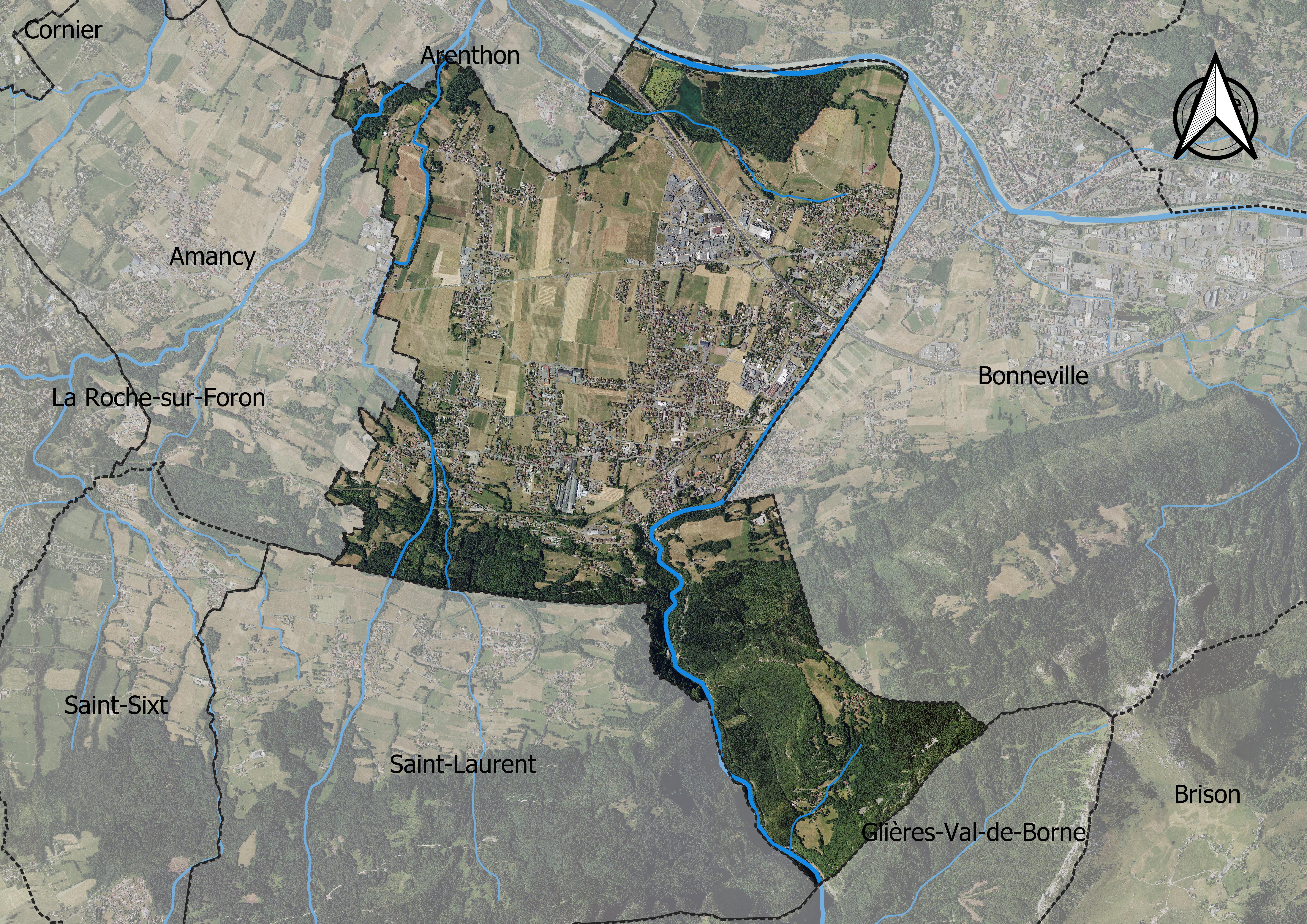
Carte orthophotogrammétrique de la commune.

## Toponymie
Le nom de la commune est Saint-Pierre-en-Faucigny à la suite de la fusion de trois anciennes communes et paroisses : Passeirier, Saint-Maurice-de-Rumilly et de Saint-Pierre-de-Rumilly en 1965. La paroisse est dédiée à saint Pierre l'apôtre.
Rumilly-sous-Cornillon, devenu Saint-Pierre-de-Rumilly viendrait de Romiliacum-Rumiliacum « Petite Rome » ou du nom de la déesse des nourrices et des enfants, Rumilia avec le suffixe -iacum (« qui appartient à »). Ce vocable expliquerait qu'au VIIe siècle la paroisse fut dédiée à sainte Agathe, patronne des nourrices.
L'ancienne commune de Passeirier (Passere en 1153, Passeryeu en 1250, Passeyrie en 1302, ou encore Passeiry au cours du XIXe siècle) prend son nom d'un domaine gallo-romain *Passeriacum.
Le toponyme Sauterens, à l'emplacement d'une ancienne tour, proviendrait d'un patronyme, Saltarinus. Il s'agit très probablement du dérivé médiéval de saltuarius, saltarius, qui désigne un magistrat communal, chargé des forêts, un garde-champêtre. Charge qui par la suite se serait transmise. Dans les comptes de la châtellenie du XIe siècle, une famille Tréper (Trappier) venue du Valais s'efforça de mettre en valeur les plaines et montagnes par un défrichement le lieu.
En francoprovençal, le nom de la commune s'écrit Rmiyi, selon la graphie de Conflans.

## Histoire

### Période antique

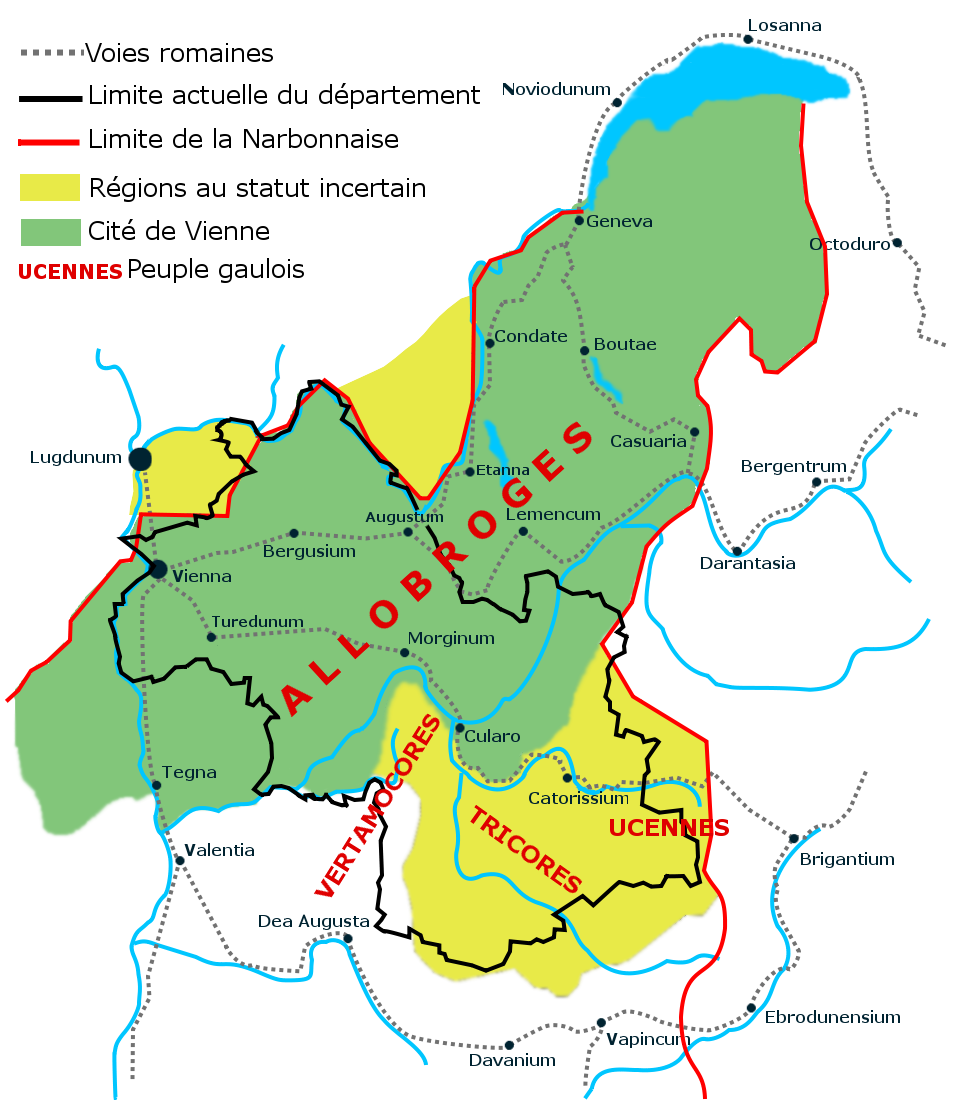
Territoire des Allobroges.

#### LaRomana Allobrogica
La domination romaine sur le peuple Allobroge se fait essentiellement pour contrôler les accès aux cols reliant les deux versants des Alpes.
Saint-Pierre devient le poste avancé d'une civilisation Romana Allobrogica (Jules César dans le De Bello Gallico). La vallée de l'Arve ouverte de Sallanches à Genève, la voie romaine (encore visible sur la vieille route des Evaulx) de Saint-Pierre au Petit-Bornand ouvrant sur l'Aravis et le val d'Arly puis la Tarentaise ou vers Annecy par Thônes montrent l’intérêt stratégique de Saint-Pierre.

#### Les Burgondes
La période entre l'Antiquité qui s'achève et le haut Moyen Âge qui s'installe, voit le triomphe du Christianisme ainsi que la venue d'un peuple germanique : les Burgondes qui créent un royaume de 443 à 534 en « Sabaudia » (ou Sapaudia) avec l'accord des Romains. Cette présence à Saint-Pierre se révèle par des recherches linguistiques et archéologiques.
Entre la mairie et le cimetière actuel, un site funéraire, connu depuis la fin du XIXe siècle, révèle la présence de nombreuses tombes datant de la fin de l'âge de bronze jusqu'au haut Moyen-Âge. En particulier, un grand bâtiment funéraire renfermant la tombe d'un individu probablement révéré à l'époque burgonde est mis au jour par une campagne de fouilles préventives en 2021.
La Burgondie ne sera pas un état centralisé et discipliné. Rivalité, pillage, ivrognerie sont les maîtres mots. Grégoire de Tours donne cette impression, résumé par l'historien Ménabréa, que tout y vacillait, même la raison humaine.
Les noms terminés en Inge  présents en Haute-Savoie, Chablais, Genevois, Faucigny et les rives du Léman témoignent de cette présence burgonde. Cette terminaison serait dérivée d'un germanisme  Ing(u)en  (lieu-dit) : Taninges, Lucinge, Toisinge, Tucinge, qui était Burgum Castri  (bourg du château) puis à la fin du XIIIe siècle, en 1283, Bonavilla (Bonneville) par la volonté de Béatrice de Faucigny.

### Le Moyen-Âge
De nombreux témoignages attestent une grande activité dès les XIe et XIIe siècles : château de Cornillon, la tour de Sauterens (confirmée par Amédée, comte de Genève le 24 septembre 1306), le château d'Arcine de 1210, le château de Chuet de 1250, le château de Cohendier de 1367.
Cornillon surveille la route qui suit le torrent du Borne. Il perd son rôle et est replacé, au cours du XIIIe siècle, par le château et le bourg de Rumilly. Ces derniers sont dits Rumilly-sous-Cornillon afin de les distinguer du bourg homonyme en Albanais.
Les traces des Templiers sont encore visibles sur le territoire de la commune, au hameau de Passerier où une bâtisse du XIIIe dite la Serthaz (la Serthe, la Sauveté) et le moulin de la Serthaz. Biens qui appartenaient à  La Commanderie. Rumilly  était un bourg clos et  franc, il s'y tenait une foire et un marché, il possédait ses propres poids et mesures. Les Rumiliens jouissaient de franchises antérieures à 1335.
En 1336, un conflit éclate avec les habitants de Mont-Saxonnex qui réclament l'entière exploitation de la montagne de Byolan ou Combe de Biollan  et du plateau de Cenise. L'arbitrage de la Cour ecclésiastique, fixant les limites, est surtout intéressant en révélant les différents antagonistes : les hommes de l'Abbaye d'Entremont, dont les Borniands, alliés aux Rumilliens et ceux Du Mont qualifiés d' hommes. Les Rumilliens sont représentés par le vice-châtelain et se nomment : « Université des Bourgeois et Jurés dudit lieu » (Le mot Juré désignant précisément, ceux qui ont juré d'observer les franchises).

### La Renaissance
Au XVIe siècle, la seigneurie de Rumilly-sous-Cornillon comptait quatre paroisses : Saint-Pierre, Saint-Laurent, Saint-Maurice-de-Rumilly et Passeirier. Sept hameaux constituaient la seigneurie.
Le château de Rumilly-sous-Cornillon dominant les gorges du Borne (les Evaux ou Evaulx) contrôle l'accès à Annecy par Thônes et donc la route menant à l'abbaye d'Entremont.
Le siège de la châtellenie et de la justice seigneuriale sont sis au château de Saint-Pierre, le siège du mandement récoltait les impôts, les droits de péage sont perçus par ses officiers au pont sur le Borne, dit pont du Diable.

### Période contemporaine

#### La Révolution française et l'occupation
En septembre 1792, les troupes de la République française entrent en Savoie. La Convention nationale, le 25 vendémiaire an II décide que toutes les communes au nom comportant le vocable Saint (Saint-Maurice, Saint-Pierre…) doivent adopter un nom tiré de la géographie locale. « Saint-Pierre-de-Rumilly-sous-Cornillon » devient  Belle Commune.

#### L'annexion de la Savoie
Lors des débats sur l'avenir du duché de Savoie, en 1860, la population est sensible à l'idée d'une union de la partie nord du duché à la Suisse. Une pétition circule dans cette partie du pays (Chablais, Faucigny, Nord du Genevois) et réunit plus de 13 600 signatures, dont 69 pour Saint-Maurice, 58 pour Passeirier,. Le duché est réuni à la suite d'un plébiscite organisé les 22 et 23 avril 1860 où 99,8 % des Savoyards répondent « oui » à la question « La Savoie veut-elle être réunie à la France ? ».
Les électeurs du Chablais et du Faucigny avaient la possibilité de voter leur rattachement à la France et de maintenir, chez eux, une zone défiscalisée privilégiée, cette zone franche perdura jusqu'en 1923.

#### Rattachement des communes
Saint-Pierre-de-Rumilly, le 24 décembre 1964 (applicable au 1er janvier 1965) devient une nouvelle commune sous le nom de Saint-Pierre-en-Faucigny,. On lui rattache les anciennes communes de Passeirier et de Saint-Maurice-de-Rumilly,.

### Les paroisses
Dès le VIIe siècle, les prêtres administrent de façon permanente les églises rurales sous l'autorité d'un évêque dont le territoire juridictionnel se nomme le diocèse. L'église de Saint-Pierre-de-Rumilly-sous-Cornillon est donnée en 653 à un couvent de religieuses par Annebond, évêque de Lyon. Située au lieu-dit Bornette à la confluence des routes du Borne et de La Roche-sur-Foron (par Passeirier). Le bourg de Rumilly, blotti sous son château, devint chef-lieu de mandement.
En 1411, il y avait 30 feux (150 habitants), le curé percevait 25 florins de revenus. En 1745 un nouvel édifice fut construit et fut dédié au saint patron des apôtres : Pierre.
La paroisse de Saint-Pierre dépendait de l'abbaye d'Entremont.
En 1090, le prieuré Saint-Victor de Genève possède Saint-Maurice — appelé à cette date  Saint-Innocent — prit de l'importance sous l'épiscopat de Guy de Faucigny. Le territoire de la paroisse fut offert à Saint-Victor de Genève (comte de Genève), les importants revenus permirent aux moines non seulement de se nourrir mais aussi d'entretenir des serviteurs et des officiers de justice. Saint-Victor disparut en 1534. L'arrivée des Réformateurs vit la destruction du couvent et le dispersement des moines. L'église de Saint-Maurice tomba sous la coupe de l'abbaye d'Entremont.
Au XIe siècle, la première église de Passeirier, alors dédiée à saint Jean, changea de vocable et de dépendance. Un texte du pape Eugène III daté de 1153, atteste l'existence de l'église de Passeirier. Au XVIe siècle elle se mettra sous la protection de saint Antoine.
Dès le concordat napoléonien de 1802, les paroisses de Saint-Pierre, Saint-Maurice et Passeirier ont été réunies sur le plan religieux,,,.

## Politique et administration

### Situation administrative
La commune de Saint-Pierre-en-Faucigny appartient au canton de La Roche-sur-Foron, au sein de l'arrondissement de Bonneville.

### Liste des maires
| Période                                  | Période                       | Identité        | Étiquette | Qualité |
| ---------------------------------------- | ----------------------------- | --------------- | --------- | --- |
| Mars 1977                                | Juin 1995                     | Georges Lacrose |           | |
| Juin 1995                                | En cours (au 23 janvier 2025) | Marin Gaillard  | DVD       | Ancien dessinateur Président de la CCPR (2008 → 2020) puis 1er vice-président (2020 → ) Réélu pour le mandat 2020-2026 |
| Les données manquantes sont à compléter. |                               |                 |           | |

### Jumelages
La ville de Saint-Pierre-en-Faucigny n'est jumelée avec aucune comme commune française ou internationale.

## Démographie
L'évolution du nombre d'habitants est connue à travers les recensements de la population effectués dans la commune depuis 1793. Pour les communes de moins de 10 000 habitants, une enquête de recensement portant sur toute la population est réalisée tous les cinq ans, les populations de référence des années intermédiaires étant quant à elles estimées par interpolation ou extrapolation. Pour la commune, le premier recensement exhaustif entrant dans le cadre du nouveau dispositif a été réalisé en 2006.

En 2022, la commune comptait 7 848 habitants, en évolution de +22,84 % par rapport à 2016 (Haute-Savoie : +6,01 %, France hors Mayotte : +2,11 %).
| 1793 | 1800 | 1806 | 1822 | 1838 | 1848  | 1858 | 1861  | 1866  |
| ---- | ---- | ---- | ---- | ---- | ----- | ---- | ----- | ----- |
| 595  | 600  | 606  | 844  | 937  | 1 090 | 994  | 1 022 | 1 005 |

| 1872  | 1876  | 1881  | 1886  | 1891  | 1896  | 1901  | 1906  | 1911  |
| ----- | ----- | ----- | ----- | ----- | ----- | ----- | ----- | ----- |
| 1 051 | 1 069 | 1 115 | 1 131 | 1 126 | 1 074 | 1 122 | 1 124 | 1 159 |

| 1921  | 1926  | 1931  | 1936 | 1946  | 1954  | 1962  | 1968  | 1975  |
| ----- | ----- | ----- | ---- | ----- | ----- | ----- | ----- | ----- |
| 1 209 | 1 114 | 1 081 | 990  | 1 065 | 1 172 | 1 472 | 2 468 | 2 701 |

| 1982  | 1990  | 1999  | 2006  | 2011  | 2016  | 2021  | 2022  | - |
| ----- | ----- | ----- | ----- | ----- | ----- | ----- | ----- | - |
| 3 088 | 3 787 | 5 053 | 5 601 | 5 884 | 6 389 | 7 591 | 7 848 | - |

## Économie
En matière d'économie, la ville de Saint-Pierre-en-Faucigny a fait le choix dans les années 1980 de développer deux zones d’activités : le parc d’activités économiques des Jourdies et la zone artisanale des Glières afin d’accueillir les nouvelles implantations d’entreprises sur la commune, qui est proche des grands axes de circulation. Toutes deux ont remporté un vif succès et continuent leur évolution.
- Le parc d'activités économiques des Jourdies.

Au cœur de la vallée de l'Arve, le PAE des Jourdies est doté d’une situation privilégiée sur l’axe routier RD 1203 entre Annecy et Chamonix. Il est desservi par un échangeur complet de l’autoroute du Mont-Blanc A40 en direction soit de la Suisse (Genève) soit de l’Italie à travers le tunnel du Mont-Blanc.
Le PAE des Jourdies s’étend au sud de l’autoroute sur 32 hectares et se développe aujourd'hui au nord sur 7,5 hectares. Il regroupe une trentaine d’entreprises industrielles et de services. Il comprend principalement des entreprises de décolletage, de vente de matériels industriels, deux centres d’affaires comprenant de nombreuses professions libérales, une grande surface de bricolage, un hôtel-restaurant, etc.
- La zone artisanale des Glières.

Située également non loin des axes de circulation, cette zone a été consacrée aux activités artisanales. Elle regroupe une quinzaine d’entreprises et d'artisans dans des domaines très variés.

## Culture locale et patrimoine

### Lieux et monuments

#### Patrimoine religieux
- Église Saint-Pierre, édifiée en 1745 puis refaite dans un style néoroman en 1840[1].
- Chapelle des Evaux.
- Ancienne église de Saint-Maurice-de-Rumilly, était placée sous le patronage de saint Innocent, puis sous celui de saint Maurice d'Agaune[32], capitaine de la Légion thébaine, martyrisé à Octodure en Valais et qui devint le saint patron du duché de Savoie. La paroisse est supprimée durant l'occupation révolutionnaire française et non rétablie[32]. Les habitants sont rattachés à la paroisse de Saint-Pierre[32]. Elle était située à 100 m de l'église de Saint-Pierre[32]. Elle est vendue à un particulier en 1818[32].
- Église Saint-Jean de l'ancienne commune de Passeirier[31]. La paroisse est supprimée durant l'occupation révolutionnaire française et non rétablie[31]. Les habitants sont rattachés à la paroisse de Saint-Pierre[31].

#### Châteaux
- Château d'Arcine, anciennement dénommé château de Rumilly-sous-Cornillon[40].
- Château de Chuet[41].
- Château de Cohendier[41].
- Tour de Sauterens.

#### Patrimoine culturel
- Villa Cohendier.